# Сад смерти
«Сад смерти» (фин. Kuoleman puutarha), соч. 41 ― трёхчастная сюита для фортепиано соло, написанная Лееви Мадетойя в 1918 году (часть I) и переработанная в 1919 году (добавление частей II и III). Композитор написал данное произведение, мрачное и заунывное по характеру, в память о своём брате Ирьё, который был пленён и затем казнён красногвардейцами во время финской гражданской войны. Премьера сюиты состоялась 19 марта 1923 года в Хельсинки в исполнении пианистки Элли Ренгман-Бьёрлин.

## История

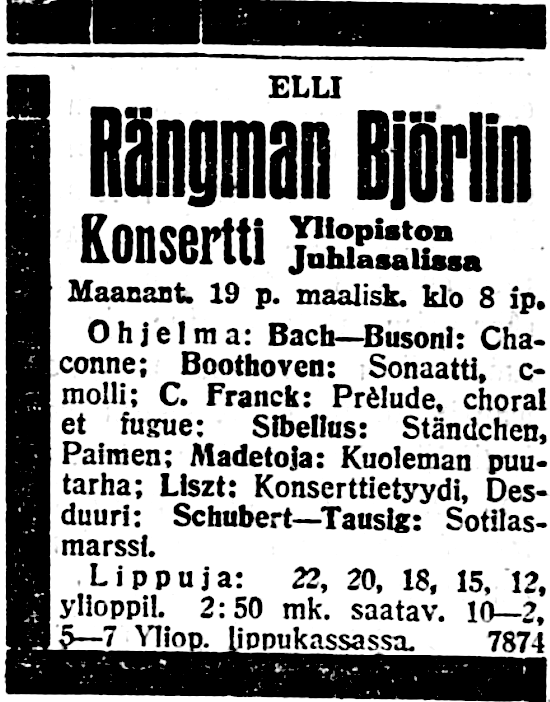
Реклама премьеры «Сада смерти» в газете «Helsingin Sanomat»

### Сочинение
В конце января 1918 года события Первой мировой войны переросли в гражданскую войну между красными социалистами и белыми националистами. Спустя несколько месяцев военный конфликт обернулся трагедией для семьи Мадетойя: в начале апреля, во время битвы за Антреа, солдаты Красной гвардии взяли в плен и казнили Ирьё Мадетойя, брата Лееви. На долю композитора выпало сообщить об этом своей матери:
Вчера я получил телеграмму из Виипури, от которой у меня кровь застыла в жилах: „Ирьё пал 13 апреля“, ― таково было сообщение во всей его ужасающей краткости. Эта непредвиденная, шокирующая новость наполняет нас невыразимой скорбью. Поэтому смерть, этот жестокий спутник войны и преследований, также не пощадила нас; она пришла навестить нашу семью, чтобы сделать одного из нас своей жертвой. О, когда же мы увидим день, когда силы ненависти исчезнут из мира и добрые духи спокойствия смогут вернуться, чтобы залечить раны, нанесённые страданиями?Лееви Мадетойя в письме своей матери Анне 5 мая 1918 года
Примерно в это же время Мадетойя опубликовал в журнале «Lumikukkia» короткую пьесу для фортепиано соло под названием «Импровизация в память о моем брате Ирьё» (фин. Improvisationi Yrjö-veljeni muislolle). В 1919 году Мадетойя расширил произведение, добавив две новые части и тем самым превратив его в сюиту, и переименовал сочинение в «Сад смерти», убрав в заглавии упоминание о своём брате. Примечательно, что сюита перекликается своими мотивами с темами Второй симфонии (соч. 35, 1918), идея создания которой также возникла в результате размышлений о национальной трагедии.
«Сад смерти» был опубликован датским издательством «Wilhelm Hansen» в 1921 году. Год спустя, в осенние месяцы, немецкий музыкальный журнал «Signale» (выпуск № 35) опубликовал восторженную рецензию на пьесу. В одном из выпусков газеты «Uusi Suomi» в 1922 году было написано: «Ни один по-настоящему музыкальный человек не пожалеет о знакомстве с этой прекрасной фортепианной поэмой. Эти короткие пьесы представляют собой новое, мощное свидетельство эмоциональной чувствительности и оригинальности финского композитора. Настоящий поэт говорит с нами ясным и глубоким языком. <…> Композитору не было необходимости баловаться гиперсовременными формами выражения, которые обычно используются, когда нужно компенсировать внутреннюю пустоту».

### Исполнение
Премьера произведения состоялась 19 марта 1923 года, когда пианистка Элли Ренгман-Бьёрлин сыграла сюиту во время концерта в Университетском зале в Хельсинки. В программу выступления, кроме «Сада смерти», входили: чакона из партиты для скрипки № 2 Баха, аранжированная Ферруччо Бузони для фортепиано (в 1893 году), соната для фортепиано № 32 Бетховена (1822), «Прелюдия, хорал и фуга» Сезара Франка (1884), две небольшие фортепианные пьесы Сибелиуса (соч. 58/4 и 58/8; 1909), первый из двух концертных этюдов Листа (1863), первый «Военный марш» Шуберта в обработке Карла Таузига (сделана в 1869).
Большинство критиков положительно оценило сюиту Мадетойя. В статье для газеты «Hufvudstadsbladet» Карл Экман назвал произведение «таким же прекрасным, атмосферным и звучным, как и всё, что создавал этот талантливый композитор», в «Uusi Suomi» Хейкки Клеметти охарактеризовал «Сад смерти» как «гармонически современную, но со вкусом написанную и максимально эмоциональную поэзию». Кроме того, рецензенты похвалили Ренгман-Бьёрлин, отметив «призрачную утончённость» её манеры исполнения. Несколькими месяцами позже, в мае, Ренгман-Бьёрлин выступила с «Садом смерти» в Берлине и Дрездене, произведя положительное впечатление на немецких критиков. Подчеркнув финское происхождение пианистки, «Всеобщая музыкальная газета» заявила, что «привлекательная сюита Мадетойя выросла на национальной почве»; аналогичным образом, газета «Dresdner Nachrichten» похвалила «тонко окрашенную и впечатляющую музыку, странный фольклорный тон которой очаровывает своей удивительной сладостью». В статье из газеты «Sächsische-Staatszeitung» утверждалось, что благодаря этой пьесе Ренгман-Бьёрлин «добилась своего величайшего триумфа».
Ближе к концу третьего десятилетия XX века сюитой заинтересовалась пианистка Кертту Бернхард и в 1929 году исполнила её в Париже и Берлине. В 1948 году бывший ученик Мадетойя, Олави Песонен, переложил «Сад смерти» для оркестра, состоящего из 2 флейт (+ пикколо), 2 гобоев (+ английский рожок), 2 кларнетов in A, 2 фаготов, 4 валторн in F, 3 труб in F, литавр, арфы и струнных. Данная аранжировка была впервые опубликована издательством «Wilhelm Hansen» в 2012 году.

## Структура
Сюита общей продолжительностью около 14 минут состоит из трёх частей:
1. Andante — Andantino
2. Poco lento — Con moto (Moderato)
3. Kehtolaulu (Колыбельная): Sostenuto ma non troppo

## Критика
Финский пианист Мика Рянняли, который записал «Сад смерти» в 2004 году, характеризует пьесу как «одно из лучших и наиболее пронзительных произведений финской фортепианной литературы, поскольку исследование [в сюите] самых сокровенных уголков разума и глубин души оказывает всеобъемлющее воздействие».

## Комментарии
1. ↑  Композиция также публиковалась под шведским («Dödens trädgård»)[1][2], французским («Jardin de la mort») и датским («Dødens park») названиями.
2. ↑  Трагедия постигла Лееви во второй раз примерно месяц спустя, 18 мая 1918 года: во время празднования Первого мая его хороший друг и коллега, композитор Тойво Куула, был убит офицером, воевавшим на стороне белых.[3]